# Le Mené
Le Mené es una comuna nueva francesa situada en el departamento de Costas de Armor, de la región de Bretaña.

## Historia
Fue creada el 1 de enero de 2016, en aplicación de una resolución del prefecto de Costas de Armor de 5 de octubre de 2015 con la unión de las comunas de Collinée, Langourla, Le Gouray, Plessala, Saint-Gilles-du-Mené, Saint-Gouéno y Saint-Jacut-du-Mené, pasando a estar el ayuntamiento en la antigua comuna de Collinée.

## Demografía
| Gráfica de evolución demográfica de Le Mené entre 1800 y |
|                                                          |

Los datos entre 1800 y 2013 son el resultado de sumar los parciales de las siete comunas que forman la comuna nueva de Le Mené, cuyos datos se han cogido de 1800 a 1999, para las comunas de Collinée, Langourla, Le Gouray, Plessala, Saint-Gilles-du-Mené, Saint-Gouéno y Saint-Jacut-du-Mené de la página francesa EHESS/Cassini. Los demás datos se han cogido de la página del INSEE.

## Composición
| Comuna delegada      | Código INSEE | Población (2013) | Superficie (km²) | Densidad (hab./km²) |
| -------------------- | ------------ | ---------------- | ---------------- | ------------------- |
| Collinée             | 22046        | 921              | 7.06             | 130                 |
| Langourla            | 22102        | 522              | 21.41            | 24                  |
| Le Gouray            | 22066        | 1263             | 30.50            | 41                  |
| Plessala             | 22191        | 1834             | 51.45            | 36                  |
| Saint-Gilles-du-Mené | 22292        | 468              | 12.92            | 36                  |
| Saint-Gouéno         | 22297        | 689              | 20.08            | 34                  |
| Saint-Jacut-du-Mené  | 22303        | 734              | 19.81            | 37                  |